# فريدريك هوبكنس
السير فريدريك غولند هوبكنس (بالإنجليزية: Frederick Gowland Hopkins)‏ ـ (20 يونيو 1861 ـ 16 مايو 1947) عالم كيمياء حيوية بريطاني حاصل على  جائزة نوبل في الطب لعام 1929 مناصفة مع كريستيان أيكمان لاكتشافه الفيتامينات. كما اكتشف هوبكنس الحمض الأميني تريبتوفان سنة 1901. رأس الجمعية الملكية بين عامي 1930 و1935.

## حياته
ولد هوبكنس في إيستبورن بمقاطعة ساسكس الإنجليزية، ودرس بمدرسة مدينة لندن للبنين (بالإنجليزية: City of London School)‏، ثم التحق بالبرنامج الخارجي في جامعة لندن وبمدرسة الطب بمستشفى غاي، التي صارت اليوم جزءًا من مدرسة الطب بكلية الملك بلندن. وبعد تخرجه قام بتدريس علم وظائف الأعضاء وعلم السموم في مستشفى غاي بين عامي 1894 و1898.
في سنة 1898 تزوج هوبكنس من جيسي آن ستيفنس (أنجبا ابنتين في هذا الزواج). وفي نفس العام تلقى هوبكنس ـ أثناء حضوره ملتقى للجمعية الفسيولوجية ـ دعوة من السير مايكل فوستر للانضمام إلى فريق المختبر الفسيولوجي في جامعة كامبردج للبحث في الجوانب الكيميائية المتعلقة بالفسيولوجيا، في وقت لم تكن فيه الكيمياء الحيوية قد اعتُرف بها كعلم مستقل. وفي سنة 1902 حصل على وظيفة تدريسية في الكيمياء الحيوية، وفي سنة 1910 أصبح زميلًا لكلية الثالوث (بالإنجليزية: Trinity College)‏ وزميلًا شرفيًا لكلية إيمانويل. وفي سنة 1914 انتخب هوبكنس أستاذًا لكرسي الكيمياء الحيوية بجامعة كامبردج، ليصبح بذلك أول أستاذ لهذا العلم في كامبردج.

## أبحاثه
- قام هوبكنس بدرسة النشاط العضلي وكشف عن علاقة تكوين حمض اللبنيك بالانقباض العضلي وقام بعزل الجلوتاثيون المعتقد أنه الباعث على التأكسد في الأنسجة.
- اكتشف هوبكنس الحمض الأميني تريبتوفان وأوضح مدى أهمية وضروة وجوده في الغذاء.
- يعد هوبكنس أحد رواد أبحاث الفيتامينات، حيث استنتج من تجاربه الغذائية على الحيوانات أن العوامل الغذائية الإضافية (الفيتامينات) ضرورية للصحة، وكان حصوله على  جائزة نوبل في الطب لعام 1929 لبحوثه في الفيتامينات.

## التكريم والجوائز
حصل هوبكنس ـ إلى جانب جائزة نوبل ـ على كل من:
- القلادة الملكية من الجمعية الملكية سنة 1918
- وسام كوبلي من الجمعية الملكية سنة 1926

كما انتخب زميلًا للجمعية الملكية ـ أرقى المنظمات العلمية في بريطانيا ـ سنة 1905، وحصل على لقب «سير» (فارس) من الملك جورج الخامس سنة 1925، ووسام الاستحقاق ـ أرقى وسام مدني في بريطانيا العظمى ـ سنة 1935، ورأس الجمعية الملكية بين عامي 1930 و1935، والرابطة البريطانية لتقدم العلوم سنة 1933.

## وفاته
توفي هوبكنس في كامبردج بإنجلترا في 16 مايو 1947.

## روابط خارجية
- فريدريك هوبكنس على موقع الموسوعة البريطانية (الإنجليزية)
- فريدريك هوبكنس على موقع إن إن دي بي (الإنجليزية)